# Lotnisko Hamburg-Finkenwerder
Lotnisko Hamburg-Finkenwerder (niem. Flugplatz Hamburg-Finkenwerder, IATA: XFW, ICAO: EDHI) – lotnisko zakładowe Airbusa położone 10 km od centrum Hamburga, w Niemczech.
Droga kołowania samolotów krzyżuje się z drogą kołową lokalną. Ruchem sterują sygnalizatory świetlne.